# Alexandre Le Roy
 (janvier 2017).
Si vous disposez d'ouvrages ou d'articles de référence ou si vous connaissez des sites web de qualité traitant du thème abordé ici, merci de compléter l'article en donnant les références utiles à sa vérifiabilité et en les liant à la section « Notes et références ».
Pour les articles homonymes, voir Le Roy.
Alexandre Le Roy, né à Saint-Senier-de-Beuvron dans la Manche le 19 janvier 1854 et mort à Paris le 21 avril 1938, est un spiritain et archevêque français de l'Église catholique, vicaire apostolique du Gabon de 1892 à 1896 avant d'être élu supérieur général de la congrégation du Saint-Esprit.

## Biographie
Ordonné prêtre pour la congrégation du Saint-Esprit le 10 août 1876, il est nommé vicaire apostolique du Gabon et évêque titulaire d'Alinda (de) le 3 juin 1892. Il reçoit la consécration épiscopale le 9 octobre suivant des mains de Mgr Abel-Anastase Germain, évêque de Coutances avec comme co-consécrateurs Félix Jourdan de la Passardière et Magloire-Désiré Barthet. 
Le 24 mai 1896, il est élu supérieur général de la congrégation du Saint-Esprit, poste qu'il conserve trente ans, jusqu'en 1926. Entretemps, il a été élevé à la dignité d'archevêque avec le titre d'archevêque titulaire de Carie (de) le 16 juin 1921. 
Il est membre de plusieurs sociétés savantes comme la Société de géographie, membre titulaire de la première section de l'Académie des sciences d'outre-mer dès sa fondation en 1923.

## Succession apostolique
Alexandre Le Roy a ordonné les évêques suivants :
- Évêque François-Nicolas-Alphonse Kunemann, C.S.Sp. (1901)
- Évêque Jean-Louis-Joseph Derouet, C.S.Sp. (1907)
- Archevêque Louis Le Hunsec, C.S.Sp. (1920)

## Œuvres
- Au Kilima-Ndjaro (Afrique orientale), 1893 [lire en ligne]
- Sur terre et sur l’eau. Voyage d’exploration en Afrique orientale, 1894 [lire en ligne]
- Un coin de l’Arabie heureuse. — Le Long des côtes d’Aden à Zanzibar, 1894 [lire en ligne]
- À travers le Zanguebar. Voyage dans l’Oudoé, l’Ouzigoua, l’Oukwèré, l’Oukami et l’Ousagara, 1899 [lire en ligne]
- Les Pygmées. Négrilles d’Afrique et Négritos de l’Asie, 1905 [lire en ligne]
- A. L. R., Catéchisme illustré des vérités nécessaires :12 Images, 12 Leçons, t. Pour les Missions, Paris, Procure générale de la Congrégation du Saint-Esprit, 1906 (lire sur Wikisource), « Catéchisme illustré des vérités nécessaires »
- La religion des primitifs, Paris, Beauchesne, 1925 (première édition en 1908), prix Juteau-Duvigneaux de l’Académie française en 1910
- Au Kilima-Ndjaro. Histoire de la fondation d’une mission catholique en Afrique orientale, 1930 [lire en ligne]

## Notes et références

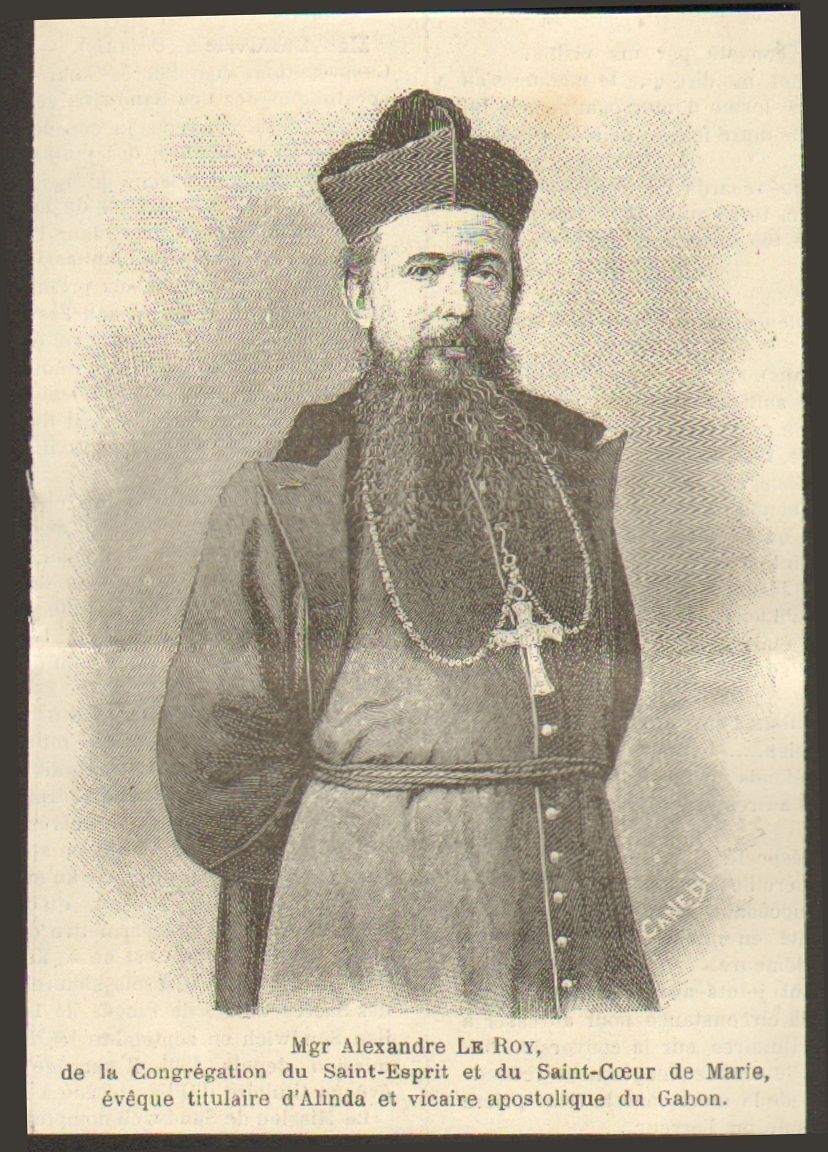
Mgr Le Roy.

## Décorations
- Commandeur de l'ordre de Léopold II
- Chevalier de la Légion d'honneur.